# فولفو V50
قدمت شركة سيارات فولفو سيارتها فولفو V50 في معرض بولونيا للسيارات عام 2003 كإصدار station wagon من سيارة عائلية صغيرة فولفو S40 - يتم تصنيع كلا الطرازين في منشأتهم في جنت ، بلجيكا. من خلال مشاركة منصة Ford C1 مع Ford Focus الأوروبي و Mazda 3 ، تميزت V50 بإضاءة داخلية وكومة مركزية عائمة و «هندسة سيارات فولفو الذكية».
يتميز محرك V50 T5 AWD بالدفع الرباعي ومحرك بنزين 5 2.5 لتر ، مع شاحن توربيني خفيف الضغط وأربعة صمامات لكل أسطوانة وتصميم DOHC مع توقيت عمود كامات متغير - يوفر 220 حصانًا و 320 نيوتن متر (236 رطل قدم) من عزم الدوران. كانت خيارات الديزل متاحة في أوروبا في ذلك الوقت ، بما في ذلك محرك ديزل من نوع D5 سعة 2.4 لتر مزود بشاحن توربيني والذي يوفر 180 حصانًا (132 كيلو واط ؛ 178 حصانًا) وعزم دوران 350 نيوتن متر .

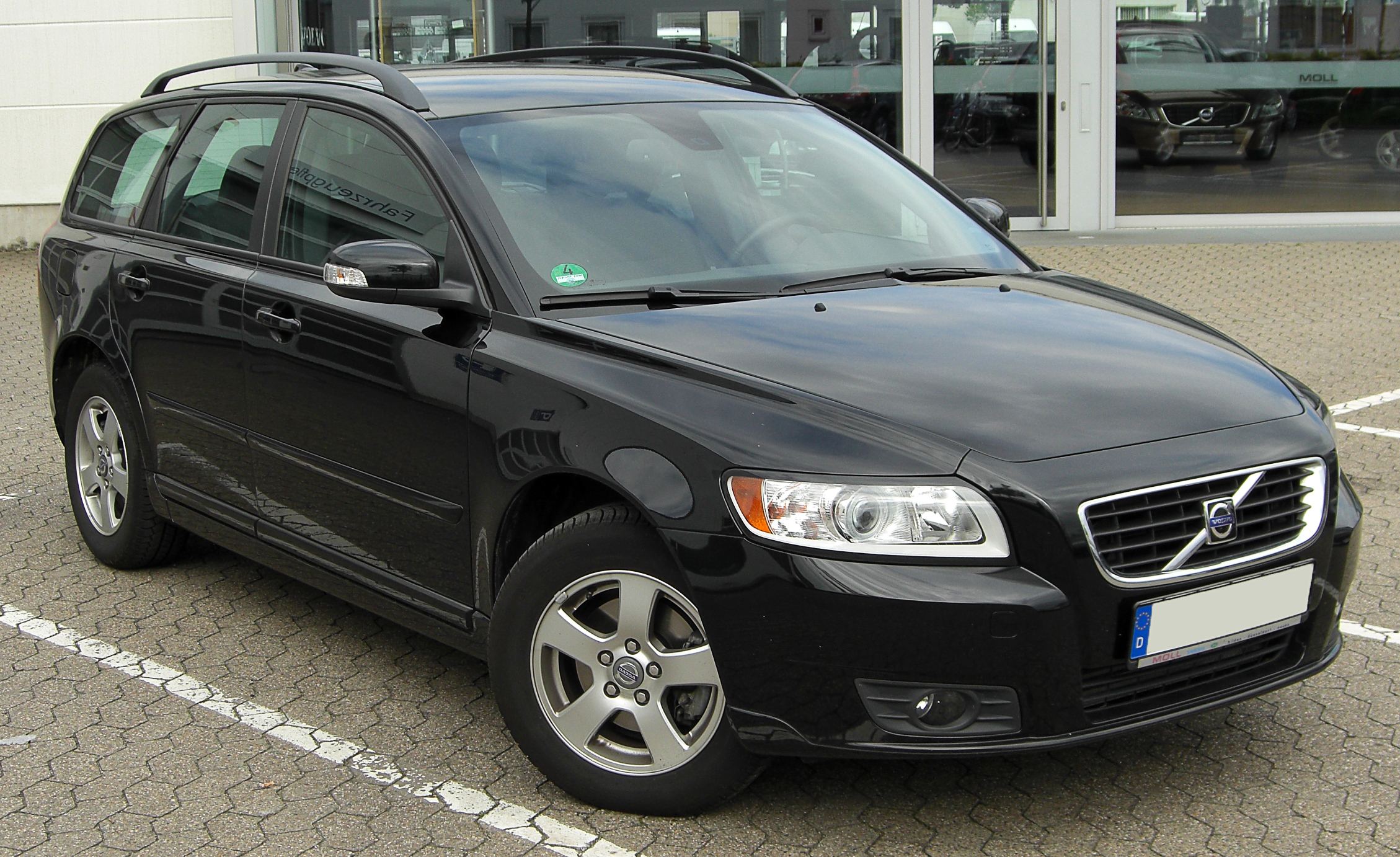
سيارة فولفو V50

داخل الولايات المتحدة ، حددت فولفو مبيعات سيارات V50 PZEV للولايات التي التي كانت مطلوبة فيها ، بما في ذلك كاليفورنيا ، فلوريدا ، فيرمونت ، كونيتيكت ، أريزونا ، ماريلاند ، ماساتشوستس ، بنسلفانيا ، نيويورك ، أوريغون ، مين ، نيو جيرسي ، رود آيلاند ، نيو مكسيكو وواشنطن.

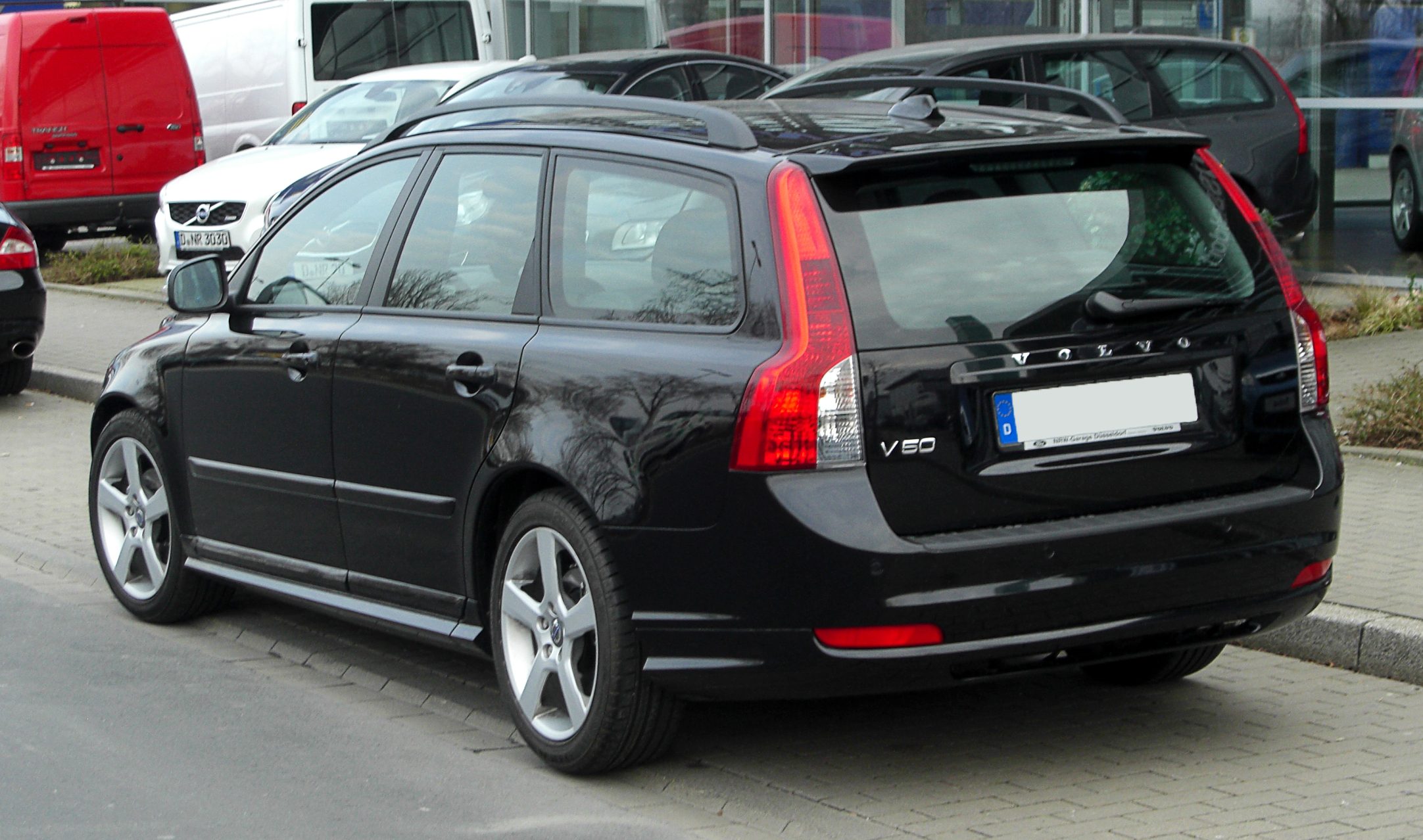
سيارة فولفو v50

أنتجت شركة فولفو للسيارات المميزة سيارة  تعتمد على V50 ، V50 SV ، التي ينتج محركها 340 حصانًا (254 كيلو واط) ، وظهرت لأول مرة في المعرض التجاري لجمعية سوق المعدات المتخصصة لعام 2004 في لاس فيجاس ، نيفادا.
التاريخ
في عام 2008 ، تلقى V50 تصميمًا أماميًا منقحًا و مميزًا، وتعديلات طفيفة في الداخل ، ومصابيح زينون أمامية نشطة اختيارية ، وأنظمة صوتية ، وزيادة قوة وعزم دوران محرك T5 ،  مع ناقل حركة يدوي من ست سرعات و 1.8 محرك وقود مرن.
بالنسبة لعام 2009 ، كان V50 T5 متاحًا في الولايات المتحدة ، فقط كنموذج رباعي الدفع وتلقائي مع حزمة تصميم من طراز R-Design ، وداخل أوروبا مع كل من ناقلات الحركة اليدوية والأوتوماتيكية. اعتبارًا من عام الطراز 2010 ، لم يعد محرك الديزل D5 المضمّن ذو الخمس خطوط متوفراً ؛ يمكن تحديد وحدات الديزل المضمنة 1.6 لتر و 2.0 لتر فقط.
في عام 2010 ، ظهر شعار فولفو الدائري الجديد الأكبر على الشبكة الأمامية ، في الولايات المتحدة ، وكان ناقل الحركة اليدوي متاحًا لفترة وجيزة مع إصدار T5 رباعي الدفع .
في أمريكا الشمالية ، تم إعتماد محرك خمس أسطوانات يعمل بنظام السحب الطبيعي ، ونظام دفع رباعي ، وناقل حركة يدوي في طراز عام 2011 ، ولم يتبق سوى محرك T5 الأوتوماتيكي ذو الدفع بالعجلات الأمامية في حواف القاعدة وتصميم R كان عام 2011 هو العام الأخير لطراز V50 في الولايات المتحدة وكندا.